# Knohllweg
Der Knohllweg ist eine Innerortsstraße im Stadtteil Oberlößnitz der sächsischen Stadt Radebeul. Die knapp 100 Meter lange Straße bildet die Zuwegung von der Hoflößnitzstraße zum östlichen Tor der Hoflößnitz. Sie ist als ein Bestandteil der Sachgesamtheit wie auch des Werks der Landschafts- und Gartengestaltung Hoflößnitz denkmalgeschützt.

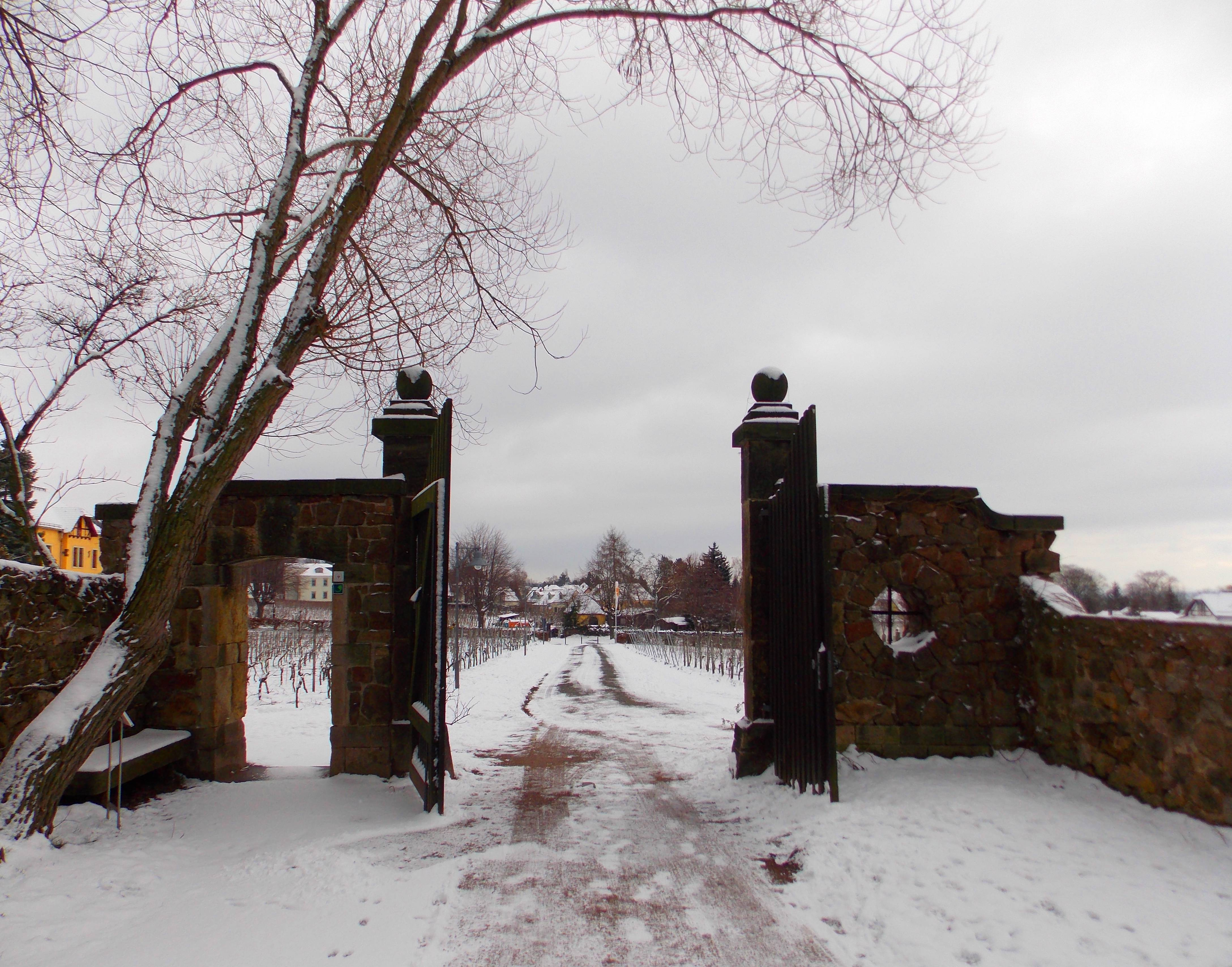
Blick durch das Hoftor auf den Knohllweg, die Zuwegung durch den denkmalgeschützten Weingarten

Die Zuwegung zum östlichen Tor der Hoflößnitz ist bereits auf zeichnerischen Darstellungen aus dem Jahr 1667 zu finden.
Die 1939 gewidmete Straße ist benannt nach dem kursächsischen Weinfachmann sowie Amts-, Bau- und Weinbergsschreiber auf der Hoflößnitz, Johann Paul Knohll (um 1628–um 1708). Die Hausnummer 37 der Hoflößnitz ist die einzige Adresse am Knohllweg. Dabei stammt die Nr. 37 aus der laufenden Nummerierung der unterhalb verlaufenden Lößnitzgrundstraße.